# Oldenlandia incana
Oldenlandia incana är en måreväxtart som beskrevs av Theodoric Valeton. Oldenlandia incana ingår i släktet Oldenlandia och familjen måreväxter. Inga underarter finns listade i Catalogue of Life.